# La raison du plus faible
La raison du plus faible è un film del 2006 diretto da Lucas Belvaux.